# Lentezza
Lentezza è un brano di Piero Pelù, secondo singolo estratto, in data 1º settembre 2006, dall'album In faccia. È stato pubblicato sia su CD sia on line.
Il brano sta ad indicare l'opposizione al mondo che corre veloce, incitando ad osservarlo lentamente, con calma, senza fretta. Il videoclip mostra due robot combattere tra di loro, lentamente, appunto come dice il titolo del brano, mentre Pelù cammina su di una strada deserta cantando.

## Tracce
1. Lentezza
2. Lentezza (Instrumental)